# Khuất Thu Hồng
Khuất Thu Hồng là tiến sĩ tâm lý học, chuyên gia nghiên cứu về giới tính, tình dục, sức khỏe tình dục và HIV/AIDS, từ năm 2002 tới nay là Viện trưởng Viện Nghiên cứu phát triển xã hội (ISDS), một tổ chức phi chính phủ. Bà từng là khách mời phỏng vấn của các đài truyền hình và phát thanh trong nước và quốc tế như VTV, BBC, VOA về các vấn đề xã hội ở Việt Nam. Bà là con gái của Trung tướng Khuất Duy Tiến, nguyên Tư lệnh Quân đoàn 3, Quân đội nhân dân Việt Nam.

## Sự nghiệp
Khuất Thu Hồng tốt nghiệp Khoa Tâm lý, Đại học Tổng hợp Moskva mang tên Lomonosov năm 1984 (Nga) . Trong thời gian làm việc tại Viện Xã hội học (16 năm) và Chương trình phát triển của Liên Hợp Quốc (UNDP) trong 16 tháng, bà tập trung vào nghiên cứu  giới và sức khỏe sinh sản. Bà cho đây là nguyên nhân dẫn đến nhiều câu chuyện bất bình đẳng đáng buồn trong xã hội.
Năm 2002, Khuất Thu Hồng cùng một số nhà khoa học thành lập Viện Nghiên cứu phát triển xã hội(ISDS), một tổ chức tư nhán với phương châm: "Chủ động nghiên cứu những vấn đề mà bản thân và xã hội quan tâm". Những nghiên cứu và chương trình hoạt động của bà tập trung vào 2 lĩnh vực chính là (1) giới, tình dục, sức khoẻ sinh sản; và (2) hoà nhập xã hội cho các nhóm dễ bị tổn thương như người khuyết tật, cộng đồng LGBT (lesbians - đồng tính nữ; gays - đồng tính nam; bisexuals - lưỡng tính; transgender - chuyển giới), người sử dụng ma túy, người nghèo, người nhiễm HIV, người dân tộc thiểu số và người lao động di cư… 

## Quan điểm

### Mại dâm
Năm 2012, về câu hỏi của người dân với Bộ trưởng Bộ Tư pháp Hà Hùng Cường: Có nên công nhận mại dâm là một nghề hay không? Bà Hồng cho rằng, nên công khai mại dâm thì sẽ giảm bớt thiệt hại mà nó gây ra. Bà cho rằng mại dâm lén lút sẽ dẫn tới những tội phạm như buôn bán phụ nữ, cưỡng ép phụ nữ, và cả trẻ em làm nghề mại dâm. Bệnh tật như bệnh HIV, bệnh lây truyền qua đường tình dục vì không được kiểm soát sẽ lan truyền rộng, chi phí chữa trị sẽ rất lớn. Bà cho rằng khi mại dâm được chính thức hóa thì số lượng hành nghề sẽ giảm vì người ta sẽ cân nhắc hơn khi hoạt động công khai, bởi vậy bà cho rằng nên coi mại dâm là một nghề. Tuy nhiên, bà cũng lưu ý rằng nếu muốn mại dâm trở thành một lĩnh vực hoạt động công khai thì phải có khung pháp lý, chính sách chặt chẽ và thực thi pháp luật thật nghiêm minh. Với tình trạng pháp luật và thực thi pháp luật ở Việt Nam hiện nay bà cho rằng việc hợp pháp hoá mại dâm là một việc không khả thi. Bà cho rằng không cần xử lý hình sự hành vi bán dâm và đồng thời duy trì hình sự hoá các hoạt động môi giới, tổ chức mại dâm và đặc biệt xử lý nặng hành vi mua bán người cho mục đích tình dục.

### Giá trị của trinh tiết
Theo TS Khuất Thu Hồng, thì việc người xưa coi trọng trinh tiết một phần bắt nguồn từ lý do kinh tế: "Những gia đình giàu có muốn đảm bảo tài sản của họ phải được truyền lại cho con đẻ của mình. Chính vì vậy tình dục của phụ nữ bị kiểm soát chặt chẽ trước và trong hôn nhân. Nho giáo, mà chủ yếu là Tống Nho, từ thế kỷ 10 vì phục vụ cho tầng lớp thống trị và đề cao giá trị của huyết thống dòng họ, càng nhấn mạnh những đòi hỏi về tiết hạnh đối với phụ nữ. Bà cho là có những bằng chứng cho thấy đã từng tồn tại một nền văn hóa mở về tình dục ở Việt Nam ở thời kỳ cổ. Các nghiên cứu về văn hóa truyền thống cho thấy ở thời xa xưa, vào một số dịp lễ hội ở một số địa phương, nam nữ thanh niên và cả những người đã có gia đình được phép quan hệ tình dục tự do trong dịp lễ hội đó. Những đứa trẻ sinh ra từ các cuộc tình ngắn ngủi như vậy được coi là "lộc trời", là điều may mắn cho làng. Hoạt động này thường diễn ra ở các bản làng hẻo lánh ít người, nơi mà việc tránh sinh sản cận huyết là vấn đề cấp thiết (do địa lý cô lập và ít người sinh sống nên phụ nữ ở đó rất khó gặp đàn ông từ nơi khác ngoài những dịp lễ hội)). Như vậy chứng tỏ ngay cả trong xã hội Việt Nam trước đây không phải lúc nào giá trị của người phụ nữ cũng bị gắn với trinh tiết.

### Quan hệ tình dục trước hôn nhân
Theo bà, việc có nên hay không QHTD phải dựa vào mức độ mối quan hệ và sự tin tưởng và trung thực của hai phía, nếu được vậy thì kết hôn hay chưa không là điều quan trọng. Tuy nhiên, có bộ phận giới trẻ bước vào QHTD mà không dựa trên những suy nghĩ, cân nhắc, quyết định chín chắn. Nó để lại những hậu quả lớn về sức khỏe, ảnh hưởng đến học tập và cuộc sống tương lai. Cảm nhận đầu tiên của bà khi xem, đọc về những clip sex của người trẻ là "tiếc", sau đó là lo lắng "Bởi các bạn chưa ý thức được trách nhiệm, suy nghĩ chưa chín chắn. Và nếu quả thật, các bạn làm điều đó chỉ vì muốn thể hiện mình, không muốn thua kém bạn bè thì điều đó rất lãng xẹt. QHTD ở những trường hợp này thường không lâu bền và dễ dẫn tới những hậu quả như: bạn gái mang thai ngoài ý muốn hay là bệnh tật và những mất mát, tổn thương về tâm hồn, về tương lai sau này. Những động cơ để các bạn thể hiện, chứng tỏ trước bạn bè nhiều hơn lý trí của các bạn có thể tạo ra trào lưu, chỉ làm mà không nghĩ mình có thực sự muốn điều đó và có trách nhiệm không. Một đặc điểm tâm lý của lớp trẻ là dễ bị ảnh hưởng bởi người khác, nhất là khi số đông bạn bè cũng làm như vậy chẳng hạn". Mỗi người cần suy xét kĩ trước khi quyết định về vấn đề này, trong tinh thần trách nhiệm đối với bản thân và những người có liên hệ.

### Việc các nhà hoạt động xã hội dân sự bị ngăn chặn không cho gặp Obama
| “ | "Tôi cho rằng xã hội sẽ càng ngày càng đa dạng và việc nghe được những tiếng nói đa dạng là điều rất quan trọng, để mà có thể đi đến những thỏa thuận làm lợi cho tất cả mọi người." | ” |

## Câu nói
- "Khi giá mua dâm khẳng định đẳng cấp thì sự xói mòn đạo đức trở nên nghiêm trọng hơn. Kinh tế sa sút thì 10 năm có thể phục hồi, đạo đức xói mòn 100 năm cũng khó gây dựng lại".